# Гърда
Гърдата (на латински: mamma) е издаден, чифтен жлезист орган при бозайниците, в частност при човека.
Намира се пред гръдната област на тялото и е съставена от апокринни жлези. Тя е част от вторичните полови белези при женските индивиди, които търпят промени в периода на пубертета. Това се дължи на хормона естроген, който повишава нивата си в женския организъм. След раждането млечните жлези започват да функционират, като продуцират секрет, наречен кърма, който е храната на новороденото.

## Анатомия
Анатомично, гърдите са видоизменени потни жлези, които произвеждат мляко при жените, а в някои редки случаи – и при мъжете. Разположени са пред гръдния кош, на нивото от 2-ро до 5-о ребро и от ръба на гръдната кост до предната аксиларна линия.

### Устройство на женската гърда
Женската гърда се състои от тяло и ареола

#### Тяло
Тялото (corpus mammae) включва млечната жлеза (glandula mammaria), която е прикрепена директно върху повърхността на големия гръден мускул (musculus pectoralis maior), чрез фиброзните сухожилия на Купър (ligamentum pectineum). Жлезата е покрита с тънка и нежна кожа, през която прозират подкожните вени. Състои се от паренхима и строма, и съставлява около две трети от общата тъкан.
- Паренхимата (parenchima mammae) представлява жлезна епителна тъкан, състояща се от 15 – 20 радиално разположени млечни желези – лобули, и 4 – 18 тръбни съда – канали, през които преминава секрецията на лобулите до сукалното зърно – мамила.
  - Лобулите (lobus) са жлезистата част от гърдите, където се секретира млякото. Изградени са от алвеоли (alveolus) и са изолирани една от друга чрез стромата. Всяка жлеза има собствен млечен канал, който се насочва към мамилата.
  - Каналите (ductus lactiferous) се разширяват към мамилата и формират местно разширение – млечен синус (sinus lactiferus). Крайната стеснена част на канала се разполага в самия отвор на млечната жлеза и се отваря в една млечна пора (pori lactiferi) самостоятелно или след сливане с друг канал.
  - Мамилата (papilla mammaria) е изпъкналостта на зърното на гърдата, където се отварят порите на млечните жлези.
- Стромата (stroma mammae) представлява дебел слой от съединителна и мастна тъкан, разположен между кожата и жлезния паренхим. Съотношението между жлезистата и мастната тъкан се променя от 1:1 при нелактираща гърда до 2:1 при кърмещите жени.[4]
  - Съединителната тъкан прониква, поддържа и свръзва другите тъкани. Тя е богата на междуклетъчно вещество, обкръжава лобулите и формира сухожилията на Купър. Съединително тъканни повлекла се насочват и към ключицата.
  - Мастната тъкан е изградена от мастни клетки, намиращи се над жлезистата тъкан. Тя придава на гърдите мека консистенция и нежен, плавен контур. Тъй като гърдите са съставени от тъкани с различна плътност, те може и да нямат гладка повърхност и често се усещат като на бучки. Тази неравномерност е особено забележима в случаите, когато жената е слаба и има по-малко мастна тъкан, която да омекотява контурите.

При кърмене лобулите произвеждат мляко, което се предава по млечните канали към зърното. Мрежата, формирана от тези канали, е сложна и наподобява на разклонено дърво, което не винаги е разположено радиално, а основата му сочи към зърното.

#### Ареола
Ареолата (areola mammae) представлява централно разположено кръгло поле от силно пигментирана кожа с диаметър от 1,5 – 10 cm. Цветът на ареолата варира от розов до тъмно кафяв. Тя съдържа голям брой специализирани мастни жлези, наречени жлези на Монтгомъри (glandulae areolares Montgomery), които могат да се появят като малки повдигнати бучици по повърхността на ареолата. Тези жлези имат за цел да смазват ареолата по време на кърмене. Ареолата може да бъде окосмена.
Ареолата и издигащата се в нейния център мамила съдържат специални мускулни влакна, които правят мамилата стройна и придават на ареолата по-твърда текстура. Също така кожата в областта на ареолата е неравна поради наличието на потни жлези.

### Кръвоснабдяване
Кръвоснабдяването на млечната жлеза се осигурява от вътрешната гръдна артерия (arteria thoracica interna), страничната гръдна артерия (arteria thoracalis lateralis), arteria thoracoacromialis и междуребрените артерии (arteria intercostales).
Венозната кръв се отвежда основно през подмишничната вена (vena axillaris) и в по-малка степен през вътрешната гръдна вена (vena thoracica interna) и междуребрените вени (vena intercostales). Представителите и на двата пола имат голяма концентрация на кръвоносни и нервни съдове в областта на зърната. Те са особено чувствителни на допир и студ, като в резултат на стимулирането им организмът и при двата пола може да достигне до състояние на ерекция.

### Инервация
Инервацията се осъществява от предни и латерални разклонения на 4-ти до 6-и междуребрен нерв (nervi intercostales). Тези нервни разклонения са много чувствителни в областта на мамилата и ареолата, и влияят върху сексуалните усещания.

### Лимфен отток
Оттокът на лимфата се извършва по лимфни съдове, които се оттичат към повърхностното и дълбокото сплетение.
- Повърхностно сплетение – лимфата се оттича към подмишничните лимфни възли (nodi lymphoidei axillares), разположени в предмишничната ямка.
- Дълбоко сплетение (nodi lymphoidei mediastinales) – лимфата се оттича по два пътя:[7]
  - Лимфен път на Гросман (nodi lymphoidei apicales) – след като прекоси гръдните мускули, лимфата се насочва към субпекторалните лимфни възли на Ротер (nodi lymphoidei interpectorales), а оттам към подключичните лимфни възли (nodi lymphoidei axillares apicales).
  - Лимфен път на Герота (nodi lymphoidei hepatici) – лимфата от долно-медиалната част на жлезата се насочва към чернодробните и поддиафрагмалните лимфни възли.

### Форма и размери
Женските гърди могат да имат най-различни форми, размери, плътност и позиция, зависещи основно от генетичните фактори, съотношението на мазнини спрямо съединителна тъкан и от хормоналните промени по време на менструалния цикъл.
Те може да са закръглени, стегнати, отпуснати, големи, малки, раздалечени, асиметрични и т.н. При различните жени се наблюдават съществени различия и в самите мамили. При някои зърното е изпъкнало и постоянно повдигнато, а при други това става само когато е простудено, подложено е на физически контакт или на сексуална активност. Също така се срещат и случаи на жени с различни или обърнати (инвертирали) зърна.
Една малка до средно голяма гърда тежи по-малко от 500 грама, а една голяма гърда може да тежи приблизително около 750 – 1000 грама или повече. Съотношението на мазнините към съединителната тъкан определя плътността или твърдостта на гърдата.

## Етапи на развитие
През годините гърдите на жената се променят по размер, форма и тегло поради хормонални промени настъпващи по време на преминаване през фазите на пубертет, менструация, бременност, кърмене и менопауза.

### Ембрионално развитие
Гърдите започват да се развиват още в началото на зародишното развитие и може да се различи на около шест седмици след оплождането. На шест месеца, при женския ембрион започват да се развиват около 15 – 20 стълба от клетки, които растат обърнати от всяка гръдна пъпка. Всеки стълб става отделна потна жлеза или жлеза с външна секреция, притежаваща канал водещ до мамилата. Докато масата на жлезата се увеличава, мамилата започва да пигментира. След осмият месец по-нататъшно развитие на гърдите не се наблюдава, чак до достигане на полова зрялост.

### Полова зрялост
Преди пубертета гърдите са плоски, с изключение на мамилата, която се издава от гръдния кош.
На около 10 – 14 годишна възраст яйчниците започват да отделят естроген, при което се натрупват масти в съединителната тъкан и в резултат гърдите започват да напълняват, а ареолата да изпъква. В края на системата от канали започват да се формират клетъчни топчета.
В края на пубертета жлезистата тъкан и мастите в гърдите се увеличават. При по нататъшното нарастване на гърдите, лобовете на жлезите се отделят един от друг с плътна съединителна тъкан и мастни депа. Ареолата става плоска.

### Бременност
Преди менструация гърдите се уголемяват, а мамилите им стават силно чувствителни. Ако жената не забременее, гърдите ѝ се връщат в техния нормален размер, а жлезите стават нечувствителни на докосване за период от няколко дена, подготвяйки се за повторно нарастване през следващия месец.
В началото на бременността млечните канали започват да се размножават, изходните им отвърстия набъбват, а в резултат гърдите нарастват. Заедно с това съединителната и мастната тъкан, разположени между дяловете на млечната жлеза, значително намаляват. Кръвоснабдяването на гърдите се увеличава и по тях започват да се открояват сини венички. Пигментирането на зърната се засилва.
Към средата на бременността размножаването на жлезните алвеоли се забавя. Под въздействието на хормона пролактин, секреторните клетки започват да произвеждат богата на протеини и бедна на липиди течност – коластра, която се събира в централната част на секреторните жлези. Коластрата представлява жълтеникава, гъста субстанция предхождаща същинското мляко. Тя е сладка, водниста и лесноусвоима.
С наближаване на раждането коластрата избледнява и става почти безцветна. В края на бременността е възможна слаба секреция през млечните канали.

### Менопауза
Менопаузата също води до промени в гърдите – нивата на естроген и прогестерон спаднат, при което тъканта на гърдата може да стане малко по-мека. Намаляването на плътността на гърдите може да доведе до чувство за образуване на твърди образувания, като бучки и подутини. Също така е възможно да се забележи загуба в размера и пълнотата на гърдите.

## Функция
Основната физиологична функция на гърдите е кърменето. По време на бременност гърдите нарастват още, като тези на жените с малки гърди са склонни да растат също толкова, колкото и тези на жените с големи гърди. Количеството мляко, което се произвежда е също еднакво. Ареолата потъмнява допълнително и се разширява. Мамилите набъбват.
Обикновено два-три дена след раждането млечните жлези набъбват, стават твърди и напрегнати, което показва започването на млечната секреция.

### Лактация
Лактацията е физиологичен процес, при който се образува и отделя мляко от млечните жлези. Тя се регулира по нервно-хуморален път посредством хормоните: пролактин, окситоцин, соматостатин, тиреотропин, инсулин, стероидни хормони и др.
По време на бременността, под въздействие на плацентарните хормони се покачва нивото на пролактин в кръвта. При самото раждане неговата концентрация е максимална.
След раждането лактацията се поддържа чрез стимулиране на хипофизата при сучене, което води до секретиране на пролактин. Последният дразни рецепторите в жлезния епител на гърдата и предизвиква млечна секреция. Едновременно с това се отделя окситоцин, който предизвиква контракция на миоепителните клетки, обграждащи алвеолите, и изхвърляне на млякото към млечните канали. Този рефлексен процес е много чувствителен към емоционални въздействия и може да бъде потиснат лесно, чрез адреналин или чрез кората на главния мозък при стрес, отрицателни емоции, напрежение, страх, болка и др.

## Исторически сведения
В хода на времето женските гърди са имали не само задачата да кърмят – веднъж е трябвало да са еротични, друг път не е трябвало, а трети път е трябвало да бъдат разголвани за политически цели.
В европейските праисторически общества са често срещани скулптури на женски фигури с ясно изразени или силно преувеличени гърди, имащи магически сили. Типичен пример за това е т. нар. Вилендорфска Венера, една от многото фигурки от палеолита с голям бюст и ханш. Открити са артефакти, като чаши, скални резби и свещени статуи с гърди от 15 000 г. пр.н.е. до късната античност в цяла Европа, Северна Африка и Близкия изток. Много женски божества, символизиращи любовта и плодородието са били свързани с гърдите и майчиното мляко. Женските гърди са видни и през минойската цивилизация под формата на двете известни статуетки „Богинята със змиите“. В Древна Гърция е имало няколко култа, които са се покланяли на „Kourotrophos“, кърмеща майка, представлявана от богини, като Гея, Хера и Артемида.
През средата на първото хилядолетие пр. Христа, в Гръцката култура се забелязва постепенна промяна във възприемането на женските гърди. Жените, изобразявани в различните изкуства са били покрити с дрехи от врата надолу, включително и богинята на мъдростта и войната Атина. Изключение прави богинята на любовта Афродита, която е изобразявана по-често напълно гола, макар и в пози, целящи да покажат срамежливост или скромност. Вече не функцията на кърмене и силите на гърдите са били важни, а красотата. Гърдите трябвало да са малки, твърди и с форма на ябълка. Но толкова красиви като Афродита било позволено да бъдат само хетерите. Съпругите трябвало послушно да си седят вкъщи и да не се показват сред обществото. По същото време се появяват и първите акушерки.
Носи се легенда, че по време на гръцката и римската античност е съществувало войнствено племе, състоящо се от свирепи жени – Амазонки, които използвали мъжете само за създаване на потомство. Според древногръцката митология за да станат по-добри войни и за да могат да стрелят по-добре с лък, те премахвали дясната си гърда.
По време на християнското средновековие еротиката се изтласква на заден план, като кърменето става свещено – Дева Мария кърми Божия син, а с това и цялото християнство. През ранния Ренесанс в картините се извършва радикална социална и културна промяна. За първи път в християнската история Човекът – а не Бог – се провъзгласява за мерило на всички неща и с него и гърдите преминават без остатък в мъжко владение. Пример за това са огромният брой картини от 15 до 17 век, в които на преден план еднозначно е сексуалният аспект. Но заедно със сексуализирането на гърдите започва и да се отрича тяхната основна хранителна функция. Кърменето по време на Ренесанса и Новото време въобще не се е смятало за еротично. През 18 век еротичният идеал е малкият и неупотребяван бюст, а бебетата нямат място на него. За да не пострада бюста, майките са давали децата си на село на дойки. Философите, лекарите и науката започват битка срещу тази мода. Постепенно бюстът се политизира и кърменето на собствените деца става едно от основните искания на Френската революция.
Към жената и нейния бюст започват да се появяват не само еротични и морални изисквания, а също и политически. Индивидуалното ѝ задължение да кърми детето си се слива с колективната отговорност на нацията да предложи на гражданите си „хранителни“ грижи. Тези представи намират израз в многобройните представяния на Републиката като жена, изложила на показ голите си гърди.
След 19 век изискванията към бюста се увеличават в шеметно темпо, като основно водещ е интересът към печалба. Жените биват масово бомбардирани от всякакви реклами, които искат да им продадат корсети, сутиени, кремове, лосиони, лифтинги, оперативно уголемяване и пр. Жените лесно се оставят да бъдат манипулирани до невъобразима степен от тези произволни представи за красота – пазар за милиарди, продаващ продукти и услуги за намаляване на обема на долната част на тялото, и увеличаване обема на горната. Феминистките и останалите активистки се опитаха да изкарат напред нуждата от освобождение на жената от някакви идеали за красота, но ако се погледнат увеличаващите се намеси на естетичните хирурзи, успехът е доста под въпрос.

## Общество и култура

### Културни аспекти
В много култури гърдите се считат за символ на женствеността. Те са символ на плодовитост и допринасят за естетическата завършеност на женското тяло. Гърдите са възбуждащи за мъжете, и поради факта, че те са малко или много „забранен плод“, тоест не всеки може да им се радва отблизо, ги прави още по-апетитни и желани.

#### Гърдите като табу
В много западни страни женските гърди са считани за табу, и те би трябвало да бъдат скрити. Излагането им пред обществеността, по плажовете, или по време на кърмене се смята за срамно и неуместно. С други думи, гърдите или поне ареолата със зърното би трябвало да бъдат покрити по всяко време. При някои юрисдикции жените могат законно да излагат гърдите си, но зърната им трябва да бъдат покрити (например с „пасти“). Някои религии приписват специален статут на женската гърда. Ислямът забранява на жените да излагат гърдите си публично.
Въпреки това, много хора често виждат гърди, които са показвани в сексуално-провокативна форма по телевизията, в Интернет или в списания. Женският бюст се подчертава в реклами, внушаващи на децата и младите хора, че гърдите са сексуален обект, и са само красиви, когато са големи и изпъкнали. Ако младите момичета непрекъснато се облъчват с подобна пропаганда без балансирано показване и на природно голи гърди, то не е чудно, защо скоро те започват сериозно да се притесняват за размера и формата на собствените си гърди.
Само за 2006 г. Американското дружество по естетична пластична хирургия отчита 383 336 операции за уголемяване на бюста. През същата година, козметичните операции са с 446 % повече от тези през 1997 г. Регистрирани са и случаи на 14-годишни момичета, които се подлагат на операция за уголемяване на гърдите, само и само да станат копие на някое от момичетата на Плейбой.

#### Гърдите като мания за мъжете
Докато почти всички американски жени се притесняват за размера и формата на гърдите си, повечето мъже страдат от мания за женски гърди. Мъжете биват сексуално вдъхновени от различни разголени снимки на жени, на които гърдите са примамливо почти видими, но все още скрити. Табуто на гърдата и провокативните визуални образи от медиите насърчават мъжете да гледат на гърдите като обекти на сексуална възбуда и игра – за тях, гърдите стават почти като неодушевени предмети, които автоматично „изключват“ мозъците им веднага щом бъдат видяни.
В действителност мъжете и жените страдат еднакво. Подправеният вид на гърдите превръща мъжа все повече и повече в обект на атаки на сексуални реклами и забавления. Това подтиква мъжете към сексуално задоволяване, а жените да станат по-сексуално примамливи, при което и двете страни стават морално лишени и често стават жертви на престъпни деяния.
Благодарение на порноиндустрията, чрез списания, филми, кабелни телевизии и Интернет се показват на мъжете голи женски гърди, които те иначе поради наложеното табу не могат на живо да видят някъде другаде.

#### Други култури
В някои други култури женският бюст не се свързва със сексуалността и разголените гърди не се считат за неподходящи или неприлични. Почти всички примитивни племена живеещи в страни с горещ климат, носят много малко дрехи върху себе си и това не е проблем за тях. За племето химба от Северна Намибия голите жени са нещо нормално, въпреки че бедрото е силно сексуализирано и не се излага публично.
Европейските жени често ходят по плажовете голи до кръста, въпреки че това може да се счита за неприемливо в центъра на града. Също така в много европейски страни има нудистки плажове, където хората правят слънчеви бани чисто голи, но атмосферата там е прилична и не-сексуална, а хората са спокойни. Във Финландия, когато ходят на сауна, мъжете и жените се къпят заедно голи, включително и пред децата. Свиквайки с гледката на голи тела, мъжете възприемат гърдите като нещо нормално, тъй като за тях те не са табу.
Нудисти от цял свят винаги подчертават, че „сексуалността и голотата са две различни неща“. Голотата не е сексуално стимулиране, ако атмосферата и нагласата не са сексуални. В действителност, непрекъснатото гледане на оголени гърди по плажовете е в състояние да отнеме манията към женските гърди от мъжкото съзнание, както и да унищожи автоматичната връзка „гърди → сексуална стимулация“.
| „                                                                                         | В нашата култура има странно вманиачаване по женските гърди. Според много хора подобно влечение е част от човешката природа, но в много култури гърдите изобщо не се възприемат сексуално. Веднъж интервюирах млада антроположка, която работеше с жени от Мали, ходещи голи до кръста и винаги кърмещи своите бебета. Когато тя им казала, че в нашата култура мъжете са силно привлечени от женските гърди, те останали шокирани и избухнали в смях. „Искаш да кажеш, че мъжете се държат като бебета?“ – попитали те. | “ |
| Каролин Латиър, в телевизионното предаване „Всичко за гърдите“, излъчено на 4 юни 2002 г. | |   |

### Облекло
Тъй като гърдите са предимно мастни тъкани, тяхната форма може в рамките на някакви граници да се определя от различни видове дрехи. Най-често за поддържане на гърдите се използват сутиени. Обикновено те се носят от около 90% от западните жени. Социалната норма в повечето западни култури е гърдите да са покрити на обществени места, въпреки че степента на покритие варира в зависимост от социалния контекст.
В западната женска мода е разпространено използването на подплънки за повдигане и оформяне на гърдите. Също така е разпространено и деколтето, което има за цел да разкрие или да подчертае цепката между женските гърди. В някои други части на света обаче, всяко деколте може да се смята за провокативно и шокиращо.

### Сексуалност
При някои култури гърдите играят роля в сексуалната активност на хората. В западните култури гърдите имат „свещен сексуален статус, може би по-фетишизиран от половите органи“. Гърдите и особено зърната са сред различните ерогенни зони на човека. Те са чувствителни към допир, тъй като имат много нервни окончания и е нормално да бъдат притискани или масажирани с ръце или орално преди или по време на сексуална активност. По време на сексуалната възбуда, размерът на гърдите се увеличава, венозните структури в гърдите стават по-видими, а зърната се втвърдяват. Някои автори предполагат, че гърдите може да са се развили като визуален сигнал за сексуална зрялост и плодородие.
Много мъже смятат, че голите женски гърди са естетически приятни или еротични и могат да предизвикат повишени сексуални желания. В древната индийска Кама Сутра, лекото драскане по гърдите с нокти или ухапване със зъби се считат за еротични. Някои хора проявяват сексуален интерес към женските гърди, който може да се разглежда като фетиш на гърдата.
Изследвания, проведени в Университета Виктория в Уелингтън, показаха, че гърдите често са първото нещо, което мъжете гледат и за по-дълго време, отколкото другите части от тялото на жената. Авторите на изследването първоначално са предположили, че причината за това се дължи на ендокринология с по-големи гърди, което показва по-високи нива на естроген и знак за по-голяма плодовитост, но те твърдят, че „мъжете гледат по-често в гърдите, защото те просто са естетически приятни, независимо от размера“.
Някои жени споделят, че достигат до оргазъм от стимулиране на зърната, но това е рядко. Изследванията показват, че стимулирането на зърната може да предизвиква усещане в „гениталната област на мозъка“, което в резултат да доведе до контракции на матката.

### Изкуство
Жени с разголени гърди са изобразени в стотици картини на велики художници през цялото съществуване на човечеството. Тези картини са изложени в големите музеи и изложбени зали. Когато продават на търгове, продавачите и купувачите обикновено не разкриват имената си, а крайната сума на сделката е много по-голяма от предложената и достига стотици хиляди долари.
- „На слънце“, маслена картина на Пиер-Огюст Реноар, 1875 г.
- „Къпещата се“, картина от Гюстав Курбе, 1868 г.
- „Блондинка с голи гърди“, Едуард Мане, 1878 г.
- „Саламбо“, Алфонс Муха, 1896 г.
- „Жена с плод“, маслена картина на Пол Гоген, 1893 г.

Образът на женските гърди във фотографията е отделна форма на изкуство.
С развитието на кинематографията се появи цяла индустрия за производство на еротични и порно филми, показващи женските гърди от различни ъгли, както и в движение.

## Медицина
Много жени смятат, че гърдите им са важни за тяхната сексуална привлекателност и придават женственост, която е важна за тяхното самочувствие. Поради тази причина, когато една жена не харесва тяхната форма или размери, тя може да избере да се подложи на пластична хирургична процедура, за да ги уголеми, намали или да ги възстанови, ако има деформиращо заболяване, като например рак на гърдата. Други потенциални средства за увеличаване на гърдите също съществуват, като например хормонални или други лекарства.

### Мамопластика
Мамопластиката е пластична операция на млечната жлеза, която се състои в промяна на нейния размер и/или форма. За да се коригира гърдата, специална протеза може да бъде имплантирана под кожата.
Операцията не може да се извърши при наличието на рак и инфекциозни заболявания, нарушения в кръвосъсирването, тежки заболявания на вътрешните органи, недовършено кърмене, както и при лица на възраст под 18 години. Преди операцията пациентът дава кръв и урина, прави му се ЕКГ и ултразвуково изследване на млечната жлеза. Операцията се извършва под обща анестезия. В зависимост от вида, операцията може да продължи от 1,5 до 4 часа. При стандартния ход на операцията пациентът се освобождава на следващия ден след операцията. Най-често срещаните усложнения са подкожни хематоми, хипертрофични белези и възпалителни промени в меките тъкани.
Хирургията на гърдата представлява здравен риск и намеса в способността за кърмене, също така включва последици, като променено усещане в областта на ареолата и интерференция при мамография, когато са използвани импланти в гърдите.
Мамопластиката може да се използва за увеличаване, намаляване или повдигане на гърдите.

#### Увеличаване на гърдите
Подобна хирургическа намеса за увеличаване на бюста може да се наложи както по медицински, така и по естетически причини.
През 1889 г. гърдата първо се увеличава чрез инжекции от течен парафин. През първите десетилетия на XX век опити за увеличаване на бюста са направени, чрез използването на мастна тъкан, каучук, вълна, полиетиленова и поливинилна гъба, полиестерна пяна, полистирол, полиуретан, полиестер и др. Такива операции доведоха до появата на инфекции, тумори, деформации на гърдите, мастна некроза и хронични възпалителни реакции.
През средата на 40-те години японските проститутки, след като забелязват, че американските военни предпочитат по-големи гърди, се опитват да увеличат собствените си гърди чрез самоинжектиране на индустриален силикон.
През 50-те и 60-те години най-малко 50 хиляди американки са инжектирани с различни синтетични материали, включително течен силикон и поливинилови гъби, в резултат на което гърдите им се втвърдяват, а някои се налага да се подлагат на мастектомии. През 1961 г. американските хирурзи д-р Томас Кронин и д-р Франк Геров развиват първите силиконови импланти, а през 1964 г. френската компания „Арион“ развива импланти, пълни с физиологичен разтвор.
През 1987 г. Американското общество на пластичните хирурзи (ASPS) постави 20-годишен мораториум върху извършването на процедури за присаждане на мазнини, правейки имплантите единствената възможност. През 1992 г., след оплаквания от нежелани странични реакции Агенцията за контрол на храните и лекарствата (FDA) въведе мораториум върху силиконовите импланти, докато те успеят да потвърдят своята безопасност.
Разработените от Джералд Джонсън полипропиленови гръдни импланти бяха достъпни на пазара за сравнително кратък период от време. Полипропиленът, който е подобен на прежда, абсорбира водата от тялото (до 0,01% за 24 часа) и причинява дразнене, водещо до производството на серум, който непрекъснато запълва джоба на импланта. Това може да бъде коригирано чрез отстраняване на серума чрез спринцовка или въвеждане на стерилен физиологичен разтвор. Непрекъснатият растеж на гърдите в крайна сметка ще доведе до „екстремни, дори анимационни размери на гърдите“. През 2001 г. поради риска от редица медицински усложнения използването на този тип импланти е забранено в САЩ и Европейския съюз.
Гръдните импланти образуват фиброзни капсули, които могат да причинят капсулна контрактура и болезнено втвърдяване на бюста. Те могат да доведат до асиметрия на гърдите, да нарушат чувствителността в областта на зърната и пр. Въпреки това операците за уголемяване на бюста са едни от най-популярните козметични хирургични процедури в САЩ.
Като процедура с нисък риск, и като отлична алтернатива на гръдните импланти е липофилинга, при който се извършва прехвърляне на мазнини от една зона на тялото на друга. При него се използват собствените мастни клетки на пациента като постоянен пълнител за добавяне на обем на меките тъкани на гърдите.
Организациите за пластична хирургия обикновено възпират операцията за увеличаване на гърдите при млади момичета, защото на тази възраст обемът на гръдните тъкани (млечни жлези и мазнини) може да продължи да нараства.

#### Намаляване на гърдите
Намаляването на бюста се прилага при гигантомастия, която може да причини на жената морален и физически дискомфорт (като болки в гръдните и шийните прешлени). Хипертрофията на млечните жлези може да бъде съпроводена от хроничен мастит и мастопатия. Противопоказания за подобна операция са заболявания на млечните жлези, както и тежки съпътстващи заболявания.

#### Повдигане на гърдите
Операцията за повдигане на бюста е предназначена да коригира и естетически да изпъне отпуснатите тъкани. Основните задачи при стягането на гърдите са изместване на ареолите със зърната на по-висока позиция, както и придаване на красива форма на гърдите. В някои случаи (например при отсъствие на жлезиста тъкан), за да се получи висока проекция на жлезите, се извършва изпъване заедно с увеличаване на гърдите.

#### Липосукция
С помощта на липосукцията характерът на отлагането на мазнини се променя хирургично. Липосукцията е три вида: туберкулозна, ултразвукова и лазерна. Десет дена преди липосукцията е забранено пушенето и приемането на лекарства, които влияят на съсирването на кръвта. На пациентът се препоръчва да се подложи на процедура за почистване на червата и да премине през всички необходими тестове. Операцията се извършва чрез местна или обща анестезия и продължава не по-малко от 30 минути.

### Заболявания
Гърдата е податлива на множество доброкачествени и злокачествени заболявания. Най-честите доброкачествени заболявания са мастит, мастопатия и масталгия. Кърменето, когато не е свързано с бременността, може да се появи като галакторея (спонтанен поток на мляко) от странични ефекти на лекарства (например антипсихотични лекарства), екстремен физически стрес или ендокринни разстройства.

#### Възпаления
Възпалителните заболявания могат да бъдат остри или хронични.
- Острите възпаления, като мастити и абсцеси, са причинени най-често от бактерии стафилококи или стрептококи.
  - Пуерперален мастит – представлява усложнение през лактационния период, с основен причинител Staphylococus aureus.
  - Субареоларен абсцес – възниква като резултат от задръжка на секрет в дилатирани млечни ацини.
- Хроничните възпаления включват туберкулоза, сифилис, саркоидоза, актиномикоза и др.

#### Тумори
Заболяванията, които плашат най-много жените и то с основание са туморните заболявания. Те биват доброкачествени и злокачествени.
- Доброкачествените тумори най-често са фиброаденом и интрадуктален папилом. По-рядко се срещат фибром, аденом, липом, филоиден тумор и др.
  - Фиброаденом – хормоночувствителна туморна формация, която може бързо да нараства по време на бременност.
  - Интрадуктален папилом – доброкачествен тумор, произхождащ от епитела на каналите на млечната жлеза.
- Злокачествените тумори са най-често от епителен произход, какъвто е случаят с карцинома и много рядко от мезенхимен произход. Статистиката е, че от всеки 10 жени в САЩ 3 се разболяват от рак, а една от тези три умира. За България нещата са по-зле, а причината е ниската здравна култура на жените и тромавата болнична помощ.

#### Мастопатия
Мастопатията (фиброкистична болест) представлява съвкупност от хормонално-индуцирани пролиферативни процеси водещи до структурно преустройство на гърдата. Според потенциалния риск от последващо развитие на карцином имаме следните две групи заболявания:
- Непролиферативни заболявания – фиброза, кисти, дуктална ектазия, аденоза, лекостепенна хиперплазая.
- Пролиферативни заболявания – хиперплазия, атипична хиперплазия и неинвазивен карцином.

## Профилактика
Препоръчва се всяка жена сама да опипва гърдите си веднъж месечно няколко дни след края на менструацията и да се обърне към лекаря си при поява на бучка. Ежегодни мамограми се препоръчват на жени над 40 години.

## При животните
Всички животни от клас бозайници се отличават с млечни жлези, наследени от цинодонтите от късния триас. При еутериите тези жлези образуват правилни външни гърди, докато при торбестите бозайници те са разположени във вътрешността на кожен израстък в тялото на майката.
Броят и положението на млечните жлези, сложни или прости, варират значително при различните бозайници и обикновено са пропорционални на броя на новородените, които всеки вид може да роди. Зърната и жлезите могат да се развият навсякъде, за всеки отделен вид по млечните линии и като цяло повечето бозайници развиват симетрично млечните жлези по двойки по тези линии. Броят на гърдите при повечето примати, като горили, маймуни, орангутани и пр. е винаги 2. Всички други бозайници, като кучета, котки и пр., имат повече гърди, като при свинообразните те могат да достигнат до 16. Един от малкото бозайници с нечетен брой гърди е вирджинският опосум, при който гърдите са обикновено 13.
При водните бозайници, като тюлени, гърдите обикновено имат високо съдържание на мазнини.